# Röhling (Adelsgeschlecht)

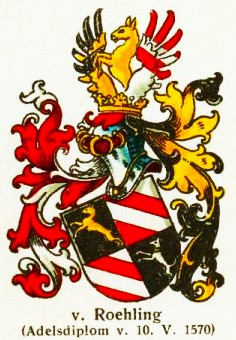
Wappen derer von Röhling (Roehling) von 1570

Röhling ist der Name eines sächsischen Adelsgeschlechts. Die Röhling sind eines der bedeutendsten Geschlechter im sächsischer Bergbau und verzweigten sich auch nach Dänemark, Österreich, die Niederlande und die Vereinigten Staaten von Amerika. Die Schreibweise wechselte zwischen Röhling, Röling, Rohling, Roehling, Roeling, Rohlingk und Rüling.

## Ursprung und Legende
Der Vorfahr der Familie Röhling verwendete im 13. Jahrhundert den Familiennamen Rulico von Hagen (de Indagine). Gleichzeitig lebte eine Familie in Sachsen, die sich auch „von Hagen“ und de Indagine nannte. Otto von der Hagen-Schmiedeberg erklärte 1887, dass alle Adelsfamilien mit diesem (oder einem abgeleiteten) Familiennamen denselben Vorfahren hatten. Dieser Vorfahr hieß Thoring vom Hain und begleitete Otto I. 962 zu seiner Krönung als Kaiser nach Rom. Thoring soll vom legendären sächsischen Krieger Hathagat abstammen. Der Legende nach stammt der Familienname Rulico von Rüdiger von Hagen, einem Sohn von Thoring von Hagen und Namensgeber des Schlosses Rüdigershagen in Thüringen. Nach einigen Generationen würden schließlich die Brüder Hermann (Hermanus) Rulico und Konrad Rulico von Hagen geboren werden. Konrad hatte einen Sohn namens Rudolf, den Vater von Heinrich Rulico von Hagen, dem Vorfahren der Familie Röhling.
Heinrich Rulico von Hagen (geb. um 1200) regierte als Vogt in Hagen (Ozzec) bei Freiberg. Im Laufe der Jahrhunderte entstanden aus dem Namen Rulico mehrere Familiennamen, darunter: Rylicke, Rielko, Rülkho, Relik, Roleke, Ruliken, Rüling, Rulcke, Röhlich, Röhlig, Rilke und Röhling. Alle Abstammungslinien, die von Heinrich Rulico von Hagen abstammen, werden zur großen Familie der Rulikonen gezählt.

## Geschichte
Der Montan-Linie der Rulikonen stammte von Andreas Rulico von Erlwinsdorf und konzentrierte sich hauptsächlich auf den Bergbau. Die Investitionen in den Bergbau brachten großen Wohlstand und ihre finanzielle Unabhängigkeit ermöglichte es ihnen, verschiedene offizielle Funktionen zu erfüllen. Für Dienstleistungen im kaiserlichen Rat wurde die Familie in die Rittermäßigen Adelstandes erhoben. Die Familie, die bereits zum Uradel gezählt werden muss, erhielt dankbar den Adelsbrief. Möglicherweise, um ihre Verbindung zum Kaiserhaus auszudrücken, sonst wegen der neuen Möglichkeiten, die es bringen würde. In der Montan-Linie entwickelte die Name sich in Röhling. Später entstanden daraus die Varianten Roeling und Rüling.

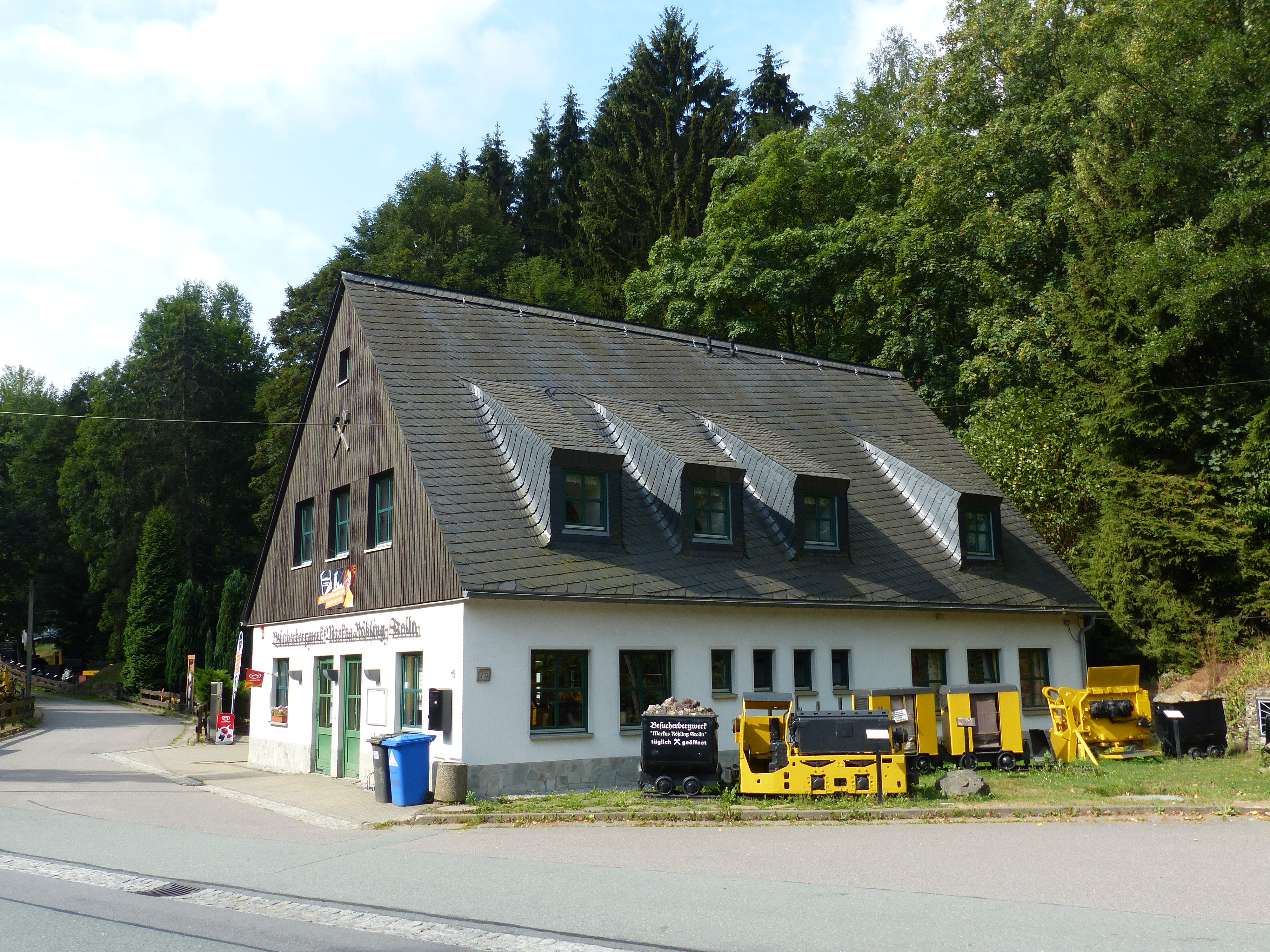
Die Besucherbergwerk Markus-Röhling-Stolln is ist nach einem der berühmten Familienmitglieder benannt.

Die Familie Röhling spielte in der Geschichte Sachsens eine herausragende Rolle. Die Herren besaßen verschiedene wertvolle Allodien (freie Güter), Lehen, Dörfer, Minen (Zinn und Silber) und erfüllten hohe offizielle Positionen. Ihre Rolle in der Geschichte Sachsens bezog sich hauptsächlich auf die Entwicklung des Bergbaus, in dem insbesondere Zinnerz abgebaut wurde. „Es ist unwahrscheinlich, dass es eine Familie gibt, die mehr Einfluss auf die Entwicklung des Bergbaus in Sachsen hat als die Familie Röhling aus Geyer“, schrieb Wolfgang Lorenz in der Einführung zu seiner Genealogie der Familie Röhling.
Mitte des 16. Jahrhunderts wollte Kurfürst Moritz von Sachsen ein Zinn- und Silbermonopol durchsetzen, um die Staatskasse zu ergänzen. Da die Zinnminen in Sachsen bereits größtenteils in der Hand von Unternehmern waren, wollte der Kurfürst diesen Unternehmen die Minen durch einen Vertrag „leihen“ und sie dazu verpflichten, einen Kurfürstliche Zehnten zu zahlen. Vor allem die Familie Röhling war gegen dieses Monopol. In einem Brief vom Samstag nach Allerheiligen im Jahr 1549 legten sie ihre Bedenken dar. Dieser Brief zeigt bereits die Rolle der Familie im Bergbau. Der Brief wurde unterschrieben von:
- Hans Rollingk, Bergamptsvorwalter
- Marcus Rollingk, Bergmeister uff S. Annabergk
- Valten Rollingk, Bergmeister uffn Geyer
- Sewalt und Jorg Rolingk

In diesem Brief erschienen Familienmitglieder nicht als Beamte der Bergbauindustrie (wie aus der Unterschrift hervorgeht), sondern als selbständige Unternehmer: Nachdeme aber vahst der halbe theil der geirischen und uff der thumerwalth Zin mein und meins bruder Sohn hendenn stehen unnd der mehre theile zustendigk / un in unsern tzechen und Puchwerck gehauen, gemacht und geschmeltzt wirdt. Dieweil wir aber alß die grösten gewercken auch ane Rhum die meisten anheber des Beckwergks seindt / wie wenigklich wislich…
Sie hatten viel Geld für die Entwicklung des Bergbaus investiert: … wie denn mein Sohn Marxus Rollingk der Bergkmeister uff Sant Annabergk Innhalt Zweyen Jaren uber fünff Hundert fl uff die Jartte Klufft gewanth unnd vorbauth… Tevens hadden ze vele kleine ondernemingen voorschotten betaald: So seint mir die gewerckenn allenthalben in zey Tausent fl vorleg geldt schuldigk, das ich den bergwergk unnd gewercken Inn den schwinden Krigs Zeitten vorgestrackt / Do mit das Bergwergk Ist erhalten worden…. Die Familie versuchte eindeutig, gegen die ungerechtfertigte Reduzierung ihrer Gewinne anzukämpfen. Ein wichtiges Argument gegen ein Monopol war, dass sie befürchteten, dass kleinere Unternehmen, mit denen sie zusammenarbeiteten, die Vorschüsse nicht zurückzahlen könnten. Dies war eine Angst, die der Kleinunternehmer nicht hatte.
Dank ihrer Position als Bergbaubeamte konnten sie die anderen Städte besuchen und ihre Mitunternehmer davon überzeugen, dass ein solches Monopol des Kurfürsten dem Bergbau abträglich war. Wir sehen daher, dass kurz nach der Veröffentlichung des obigen Briefes, Briefe aus verschiedenen Städten mit ähnlichen Argumenten eingehen. Die Schlussfolgerung war klar: Ein Zinnmonopol war für den Bergbau schädlich. Die „freien“ Zinnverkäufe müssten den Zinnpreis erhöhen, um die Kosten zu tragen, und infolgedessen würden die Schmiede und Zinnhändler ihre Preise erhöhen. Das Ergebnis wäre, dass viele Menschen, die von dieser Branche abhängig sind, in andere Länder ziehen würden. Fast alle Briefe endeten mit dem Argument, dass ein Zinnmonopol praktisch allen wirtschaftlichen Interessen des Kurfürsten schaden würde.
Als Moritz über die massiven Ablehnungen der Unternehmer nachdachte, war er gezwungen, seine Idee der Zinnverträge aufzugeben. Allein diese Einzelaktion zeigt den Einfluss der Familie Röhling auf die Entwicklung des Bergbaus im Erzgebirge. Kurz darauf wurde Markus Röhling ein enger Freund und Vertrauter des August von Sachsen, der 1553 die Nachfolge seines Bruders Moritz als Kurfürst antrat.
Wolfgang Lorenz beschrieb in seinem Artikel: „Zur Heiratspolitik in der Annaberger Oberschicht im 16. Jahrhundert“, wie die Mitglieder der Familie Röhling im 16. Jahrhundert durch Heiratspolitik ihren Einfluss und Wohlstand vergrößerten. In der Genealogie finden wir unter anderem Ehen mit den Nachkommen des berühmten Mathematikers Adam Ries, dem Prediger Valentin Weigel, dem berühmten Maler Lucas Cranach der Ältere und Barbara Uthmann, der wichtigsten Unternehmerin in der sächsischen Geschichte.
Neben dem deutschen Hauptzweig hat die Familie Röhling einen umfangreichen niederländischen (oder Kethelse) Zweig mit dem Vorfahren Herman Hendrik Rö(h)ling, Viehzüchter in Kethel und einen dänischen Zweig mit dem Vorfahren Jobst Gottfried Röhling, Bäcker in Svendborg. Die Familie hat auch zwei kleine amerikanische Zweige, den Iowa-Zweig und den Minnesota-Zweig. Darüber hinaus trennte sich vermutlich die Familie Rüling Mitte des 16. Jahrhunderts von der deutschen Hauptzweig. Nachkommen dieser Familie leben in Deutschland, Österreich und den USA. Einige der Mitglieder wurden vom österreichischen Kaiser zu Edler, Ritter und Freiherr erhoben.

## Besitzungen
Zu den Besitzungen in Sachsen gehörten unter anderem die folgenden Güter: Bärenstein, Brünlaßberg, Conradsdorf, Hirschfeld, Rückerswalde, Wildpret, Wolfstein, unter anderen Eisenwerk Erla, die „Roter Hammer“ oder „Rolichs Hammer“ zu Oberwiesenthal, die Pfeilhammer zu Pöhla sowie ein Patrizierhaus am Markt zu Elterlein.
Das Röhlinghaus zu Freiberg befand sich ebenfalls in Familien Besitz. Das spätgotische Haus befindet sich in 1 Enge Gasse in Freiberg. Kurz nach dem Tod seiner ersten Frau heiratete Markus der Ältere ein zweites Mal. Der Name dieser Frau ist bis heute unbekannt, aber einige glauben, dass sie eine Tochter war von Caspar von Schönberg. Unter Caspar bekam Die Burg Sachsenburg, mit des Baumeisters Hans Reynhart, ihre heutige Form. Das Röhling-haus hat viele Ähnlichkeiten mit Reynharts Baustil. Nach der Überlieferung befahl Caspar seinem Baumeister, anlässlich der Geburt seines ersten Enkels Hans Röhling ein Haus für seine Tochter und seinen Schwiegersohn zu bauen.

## Adelserhebung und Wappen
Am 8. August 1563 wurde Valentin Röhling, Mitglied des kaiserlichen Rats, zusammen mit seinem Vater (posthum) und seinen Onkeln Hans und Oswald (posthum) in die Rittermäßigen Adelstandes erhoben durch einen Adelsbrief von Kaiser Ferdinand I. vom Heiligen Römischen Reich. Die Familie erhielt auch ein neues Wappen. Am 10. Mai 1570 wurde dieser Brief von Kaiser Maximilian II. Bestätigt.
Im Adelsbrief von 8. August 1563 wurde Valentin Röhling ein neues Wappen verliehen. Das neue Diplomwappen lautet in Adelsbrief wie folgt: Ainen quartierten Schidt, dessen die hinder, under unnd vorder ober Veldung schwarz In der undern ain Weis oder Silberfarb Windtspil, mit aynem gelben Halsbandt, und im Oberntheil, ein gelb oder goltfarb Reeh erscheinendt, beydes fürwertz, und zum sprung oder Lauf geschickht, und die andern zw Veldungen, Jede, schrembweis, von den hindern undern, gegen den vordern obern agkh in vier gleiche teil geteilet, die under erst unnd dridt Rot oder Rubin, und die andern zwo weis oder silberfarb. Auff dem Schilt ain Turniershelmb, vornen mit Roter und weiser, Hinden schwarzer und gelber Helmbdeckhen, und darob einer Königlichen Cron gezieret, daraus zwyschen zwayen aufgethanen flüegen zwe sachssen einwerts gekhert, Jede schrembsweis gegen einander in Vier gleiche thail gethailt, der vordere flueg unden unnd dritt gelb, unnd die andern zwey theil schwarz, und der hindere flueg under und dritt weis, und die andern zway thail Rot erscheinendt für sich ein Vorderthail aynes gelben Rechs, gnediglich gebessert, gezieret, und hin füran zufüren gegönnt.
Bevor Valentin Röhling ein neues Familienwappen erhielt, hatte die Familie Röhling bereits ein älteres Wappen, das sogenannte Stammwappen oder das Bürgerwappen, obwohl der letztgenannte Name möglicherweise nicht ganz richtig ist, weil die Familie bereits zum Uradel gezählt wurde. Das Stammwappen der Familie Röhling ist ein roter Schild mit einem liegenden goldenen Hirsch. Dieses Wappen wurde unter anderem von Markus und seinem Bruder Hans getragen. Wellers Archiv für Stamm- und Wappenkunde besagt, dass dieses Wappen ab 1440 von der Familie verwendet wurde.

## Angehörige

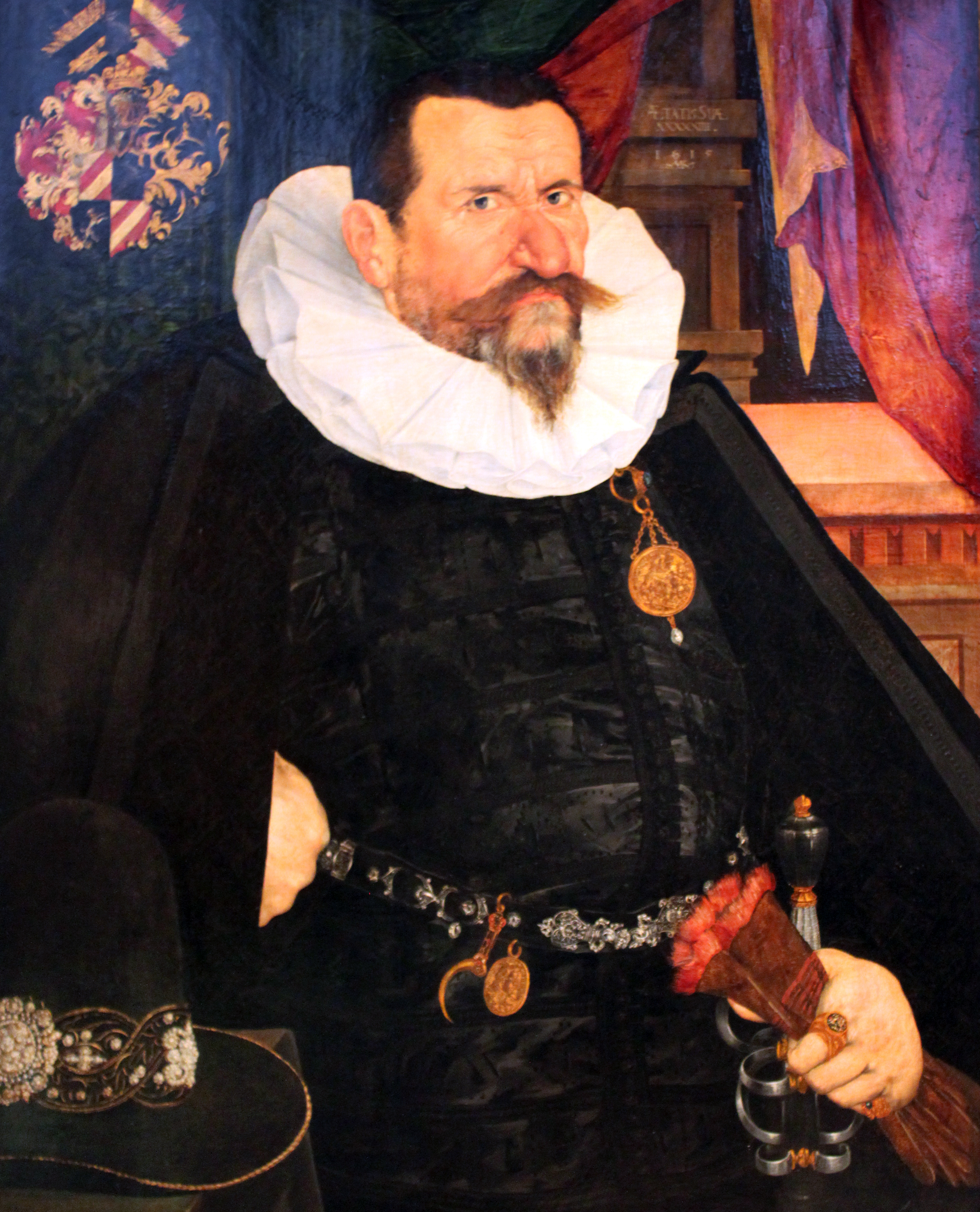
Ulrich Röhling, Herr von Brünnlaßberg und Stadtrichter von Schneeberg

- Bernard Victor Aloysius Röling (1906–1985), Niederländischer Rechtswissenschaftler.
- Friedrich Röling (1573–1628), Herr von Conradsdorf, Ratsherr von Freiberg.
- Friedrich Röhling (1614–1666), Stadtrichter zu Schwarzenberg, Hammerherr zu Erla (Schwiegervater von Veit Hannß Schnorr von Carolsfeld).
- Gerard Victor Alphons Röling (1904–1981), Niederländischer Maler.
- Hans Röhling (1485–1564), Herr von Bärenstein und Conradsdorf, Bergmeister von Geyer und Bürgermeister von Annaberg.
- Johann Georg Röhling (1748–1823), einflussreicher Unternehmer im Rendsburger Holzhandels, Gründer der Spar- und Leihkasse in Rendsburg.
- Lorenz Röhling (1487–1551), Bergmeister und Stadtrichter von Geyer.
- Markus Röhling der Ältere (1450–1527), Herr von Bärenstein, Ratsherr und Erste Baumeister (Stadtbaumeister) van Annaberg.
- Markus Röhling der Reiche (1510–1581), Herr von Bärenstein, Rückerswalde und Wolfstein, kursächsischer Oberbergmeister.
- Markus Röhling (* 1972), Theaterdirektor.
- Marte Marijke Röling (* 1939), Niederländischer Künstler.
- Matthijs Nicolaas Röling (* 1943), Niederländischer Maler.
- Oswald Röhling (1489–1548), Ratsherr und Bergmeister van Annaberg.
- Sebastiaan Eduard Markus Roeling (* 1980), Niederländischer Kulturanthropologe.
- Siegmundt Röling (1560–1617), Herr von Hirschfeld und Wildpret, Appellationsrat und PrinzenPräceptor.
- Ullrich Röhling (1561–1631), Herr von Brünnlaßberg, Stadtrichter von Schneeberg.
- Valentin Röhling (1515–1572), Oberberghauptmann von Böhmen und kaiserlicher Rat. Am 8. August 1563 in den rittermäßigen Adelstand erhoben durch Kaiser Ferdinand I.